# Pala di Pesaro
La Pala di Pesaro è un dipinto olio su tavola (262x240 cm) di Giovanni Bellini, databile tra il 1471 e il 1483 circa e conservata nei Musei civici di Pesaro. La pala era anticamente coronata dalla Pietà (106x84 cm), oggi alla Pinacoteca Vaticana.

## Storia
La Pala di Pesaro viene considerata una delle prime opere pienamente mature di Giovanni Bellini, ma la sua notorietà non è bastata a sciogliere i numerosi dubbi sulla datazione e sulle circostanze della commissione.

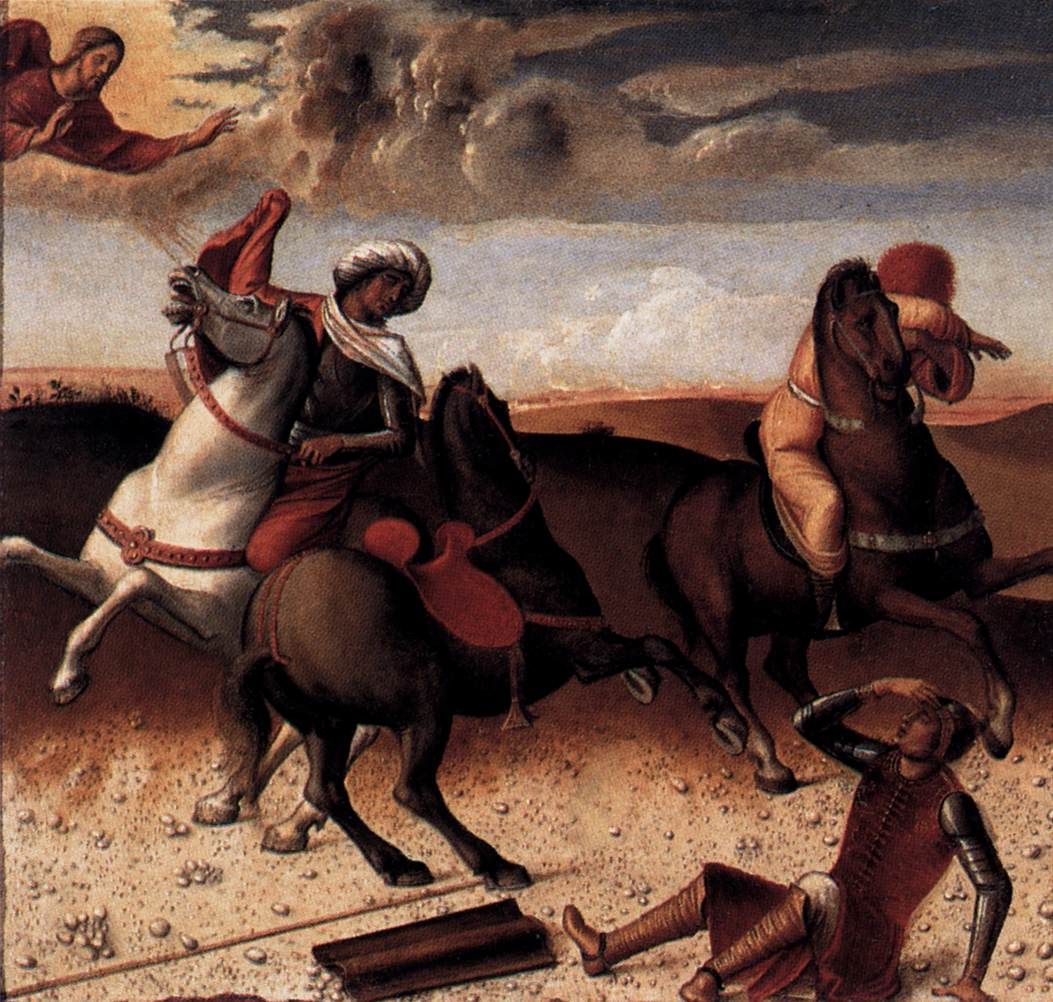
Conversione di san Paolo

La pala si trovava nella chiesa di San Francesco a Pesaro, dove restò fino alle soppressioni napoleoniche del 1797; con il passaggio dell'edificio alla proprietà comunale e dopo varie vicissitudini (all'inizio degli anni'60 dell'Ottocento fu vicinissima ad essere venduta alla National Gallery di Londra per il tramite del suo primo direttore, Charles Eastlake) la pala approdò nei Musei Civici. L'Unzione delle piaghe invece venne trasferita a Parigi, dove fu recuperata nel 1815 da Antonio Canova; arrivata a Roma pervenne alla Pinacoteca Vaticana, dove si trova tutt'oggi, ricevendo nel tempo numerose attribuzioni, da Bartolomeo Montagna a Giovanni Buonconsiglio fino ad Andrea Mantegna. Da Gustavo Frizzoni in poi (che scrisse nel 1913) l'opera venne riconosciuta come il coronamento della Pala di Pesaro, che all'epoca era stata rimpiazzata da una tavola con san Girolamo. Unica voce discorde su questo abbinamento ormai divenuto tradizionale è quella di Ileana Chiappini, che, registrando diversità nel punto focale delle opere ipotizzò che fossero state giustapposte solo in un secondo momento dopo la creazione separata.
Sulla datazione della pala mancano riferimenti documentari certi, con ipotesi della critica controverse e poco conclusive. Un punto abbastanza fermo è rappresentato dalla tecnica a olio, che a Venezia raggiunse popolarità solo dopo l'arrivo di Antonello da Messina nel 1475. Un'altra flebile traccia documentaria è il riferimento nel testamento del 1476 del pittore Giovanni Pizzimegli a un obolo per aiutare il pagamento della tavola dell'altar maggiore di San Francesco, non specificando però se l'opera era in corso di programmazione, d'esecuzione o se era già stata consegnata.

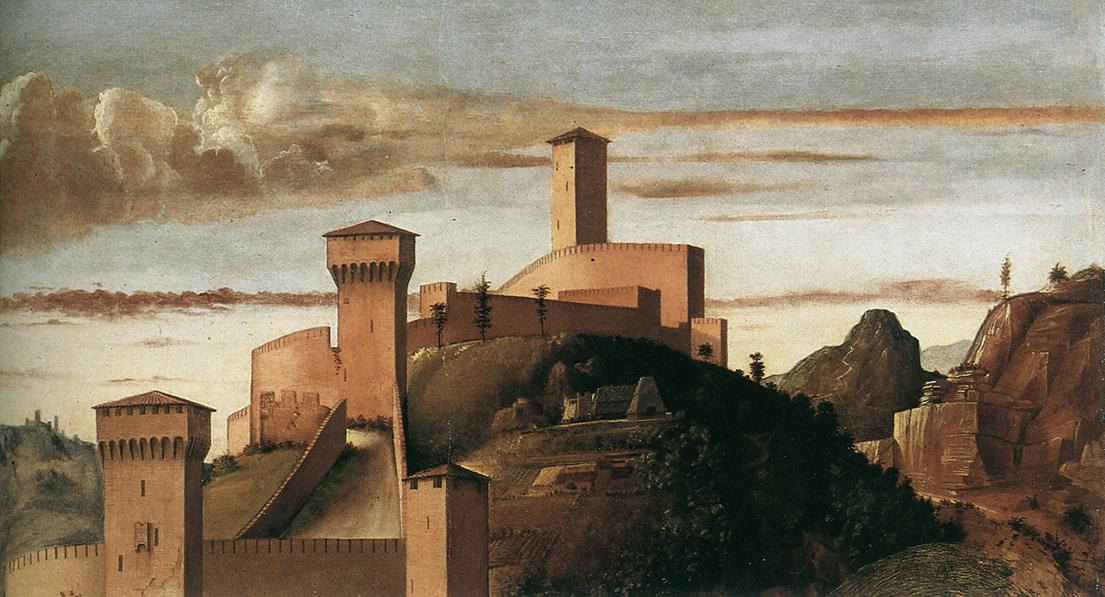
La rocca nello sfondo

Le ipotesi più antiche (Fry, Cavalcaselle, Frizzoni) proponevano una datazione verso il 1481, che venne invece anticipata da Roberto Longhi al 1465-1470 in prima analisi (1914) e in seconda (1927) al 1475, poi ripresa da gran parte della critica. Pallucchini (1959) e Meiss (1963) proposero il 1470-1471 per le analogie della parte centrale dell'Incoronazione con la Madonna in trono e santi di Marco Zoppo, agli Staatliche Museen di Berlino, dipinta anch'essa per Pesaro, che ne sarebbe una derivazione. In realtà si tratta di una pura ipotesi: l'eventuale citazione è legata all'impostazione generale e non a dettagli specifici e caratterizzanti.
Un'altra serie di ipotesi è legata alla presenza dei castelli, come quello nelle mani di san Terenzio nella predella, che Everett Fahy riconobbe come la Fortezza Costanza, progettata da Francesco Laurana per gli Sforza di Pesaro nel 1474 e terminata nel 1479, anche se il suo aspetto finale era già stato diffuso da una medaglia dell'Enzola del 1475. La somiglianza non è però così precisa da non lasciare un certo margine di incertezza all'ipotesi. Vaccia invece (1909) indicò la fortezza nello sfondo dell'Incoronazione come la Rocca di Gradara, conquistata ai Riminesi da Pesaro nel 1463: la pala celebrerebbe quindi la presa della rocca o un suo particolare anniversario. In ogni caso troviamo un simile paesaggio di castelli, quasi una citazione, a Murano, osservando la Pala Barbarigo.
Più recentemente alcuni studiosi si sono schierati per una datazione agli anni ottanta del Quattrocento (Battisti, Castelli), sulla base di considerazioni iconologiche, legate a fatti politici come la reggenza di Camilla d'Aragona (dal 1483) o a dispute religiose in discussione all'epoca, come quella tra francescani e domenicani.
Un'altra ipotesi lega la pala all'occasione della celebrazione delle nozze tra il signore di Pesaro Costanzo I Sforza e Camilla d'Aragona, nel 1474.

## Descrizione e stile

### L'Incoronazione

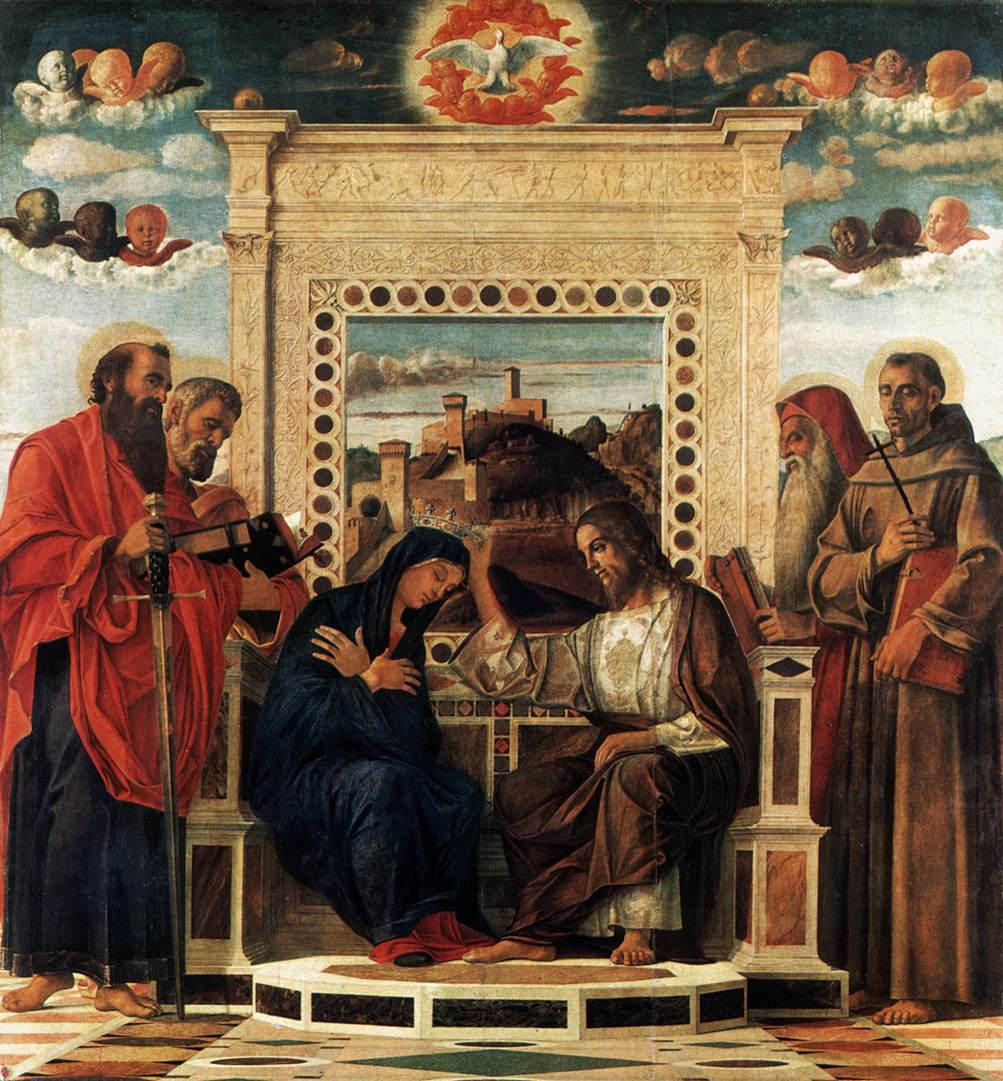
Incoronazione della Vergine

La pala è composta da un grande pannello centrale con la scena dell'Incoronazione della Vergine tra i santi Paolo, Pietro, Girolamo e Francesco. Facendo una scelta iconografica del tutto inconsueta, l'episodio è ambientato, anziché in cielo, sulla terra, entro un trono marmoreo nella cui spalliera si apre una finestra che lascia intravedere una realistica immagine di paesaggio, con una rocca. Si tratta di un vero e proprio quadro nel quadro, enfatizzato dal fatto che la spalliera ha la stessa forma di quella intagliata e dorata del dipinto, che è originale.
Nel cielo terso, che schiarisce avvicinandosi all'orizzonte come all'alba, si trovano gruppi di cherubini e serafini, mentre al centro vola la colomba dello Spirito Santo. Il paesaggio appare straordinariamente vivo: non un semplice fondale, ma una presenza in cui sembra circolare liberamente l'aria e la luce. A ciò concorre l'uso della pittura a olio, che permette di fondere il vicino e il lontano grazie ai particolari effetti luminosi.
La composizione appare bilanciatissima e calibrata sia dal punto di vista emotivo che da quello più strettamente teologico, inteso come rapporti tra le figure. La straordinaria luminosità accende i colori e fa risaltare, tramite gli intarsi marmorei, la precisa intelaiatura prospettica della scena, sia nel pavimento quanto nel trono sfaccettato. Nella pala la lezione di Mantegna appare ormai arricchita della luce chiara e dall'armonica sintesi tra architetture, personaggi e paesaggio di Piero della Francesca (forse visto da Giovanni nel corso di un possibile viaggio nelle Marche, terra d'origine di sua madre) e dalla tecnica oleosa di Antonello da Messina (forse incontrato in uno di tali viaggi).

### Pilastrini e predella

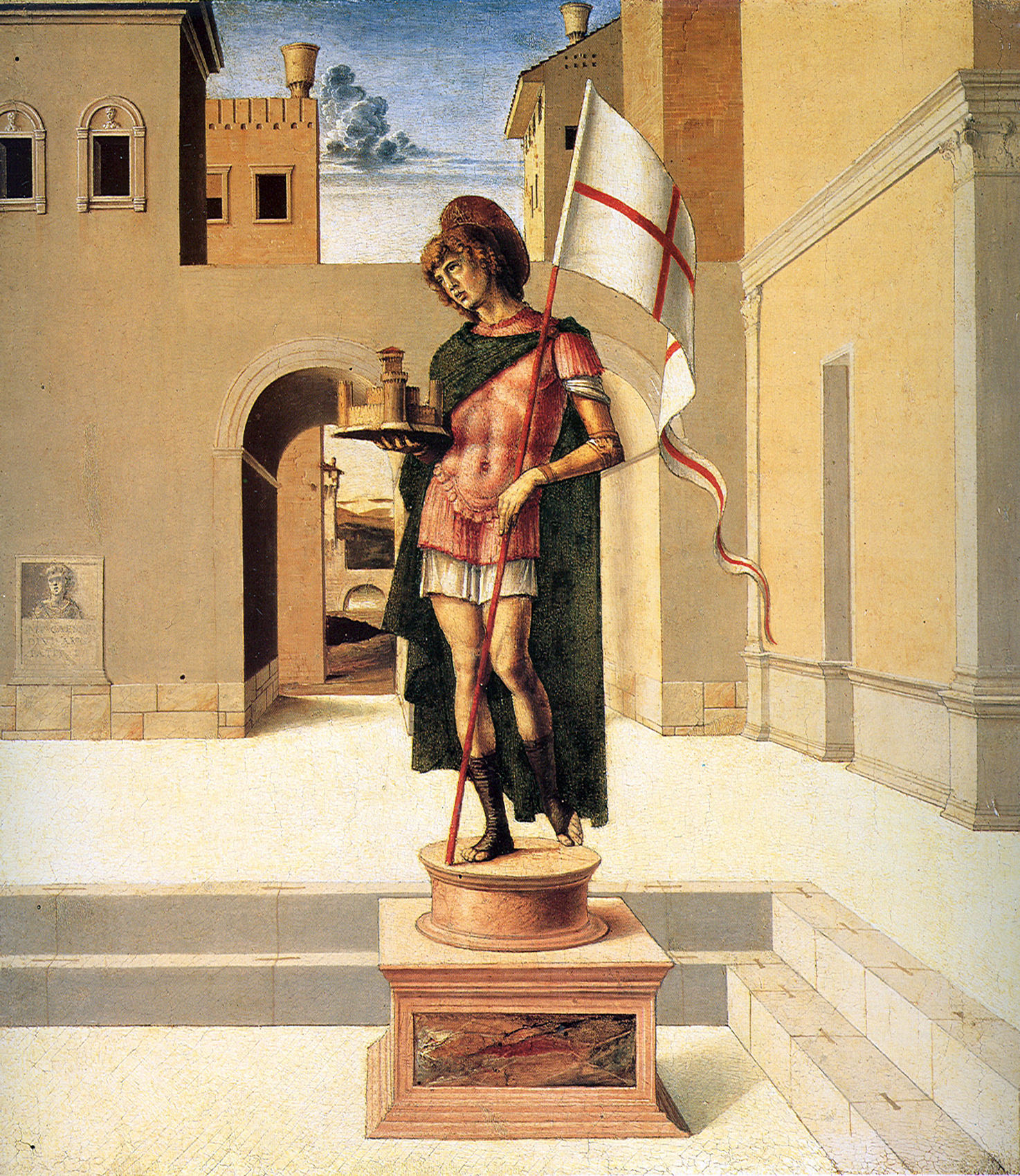
San Terenzio

Sui pilastrini della cornice sono inserite due file di santi dipinti entro nicchie (61x25 cm ciascuno), di spiccata resa plastica grazie a un uso unificato della luce che scava in profondità le cavità dipinte. Nel pilastro di sinistra si trovano raffigurati: santa Caterina d'Alessandria, san Lorenzo, sant'Antonio di Padova e san Giovanni Battista; in quello di destra: la beata Michelina, san Bernardino da Siena, san Ludovico di Tolosa e sant'Andrea.
In basso si trovano infine sette riquadri della predella, dedicati a una Natività e scene della vita di santi, narrate con notevole vivacità che si contrappone alla solenne calma della scena principale. Si tratta di:
- San Giorgio uccide il drago
- Conversione di san Paolo
- Crocifissione di san Pietro
- Natività
- San Girolamo nel deserto
- San Francesco riceve le stimmate
- San Terenzio

La scelta dei santi non è casuale: Francesco ad esempio, oltre che titolare della chiesa, era legato, tramite l'ordine francescano, agli Sforza, e numerosi dei santi nei pilastrini sono tra quelli promossi dai frati in quel periodo. San Giorgio inoltre era il santo cavaliere legato alle corti e san Terenzio il protettore di Pesaro, qui raffigurato come un antico soldato romano. La preminenza di questi due santi, posti alla base dei pilastrini dove di solito si raffiguravano le imprese araldiche, sottintende probabilmente al potere militare e civile degli Sforza: non a caso dietro a Terenzio si trova una lapide romana con un busto e un'iscrizione che inneggia ad Augusto, come paragone celebrativo del potere del duca.

### La cornice
L'architettura generale della pala si rifà ad alcuni monumenti funebri veneziani dell'epoca, come quello del doge Pasquale Malipiero di Pietro Lombardo nella chiesa dei Santi Giovanni e Paolo, e a opere all'avanguardia come la Pala di San Zeno di Mantegna (1457-1459). L'indivisibilità tra pala e cornice venne ulteriormente sviluppata da Giovanni Bellini in opere successive, come la Pala di San Giobbe e il Trittico dei Frari.

### Unzione delle piaghe

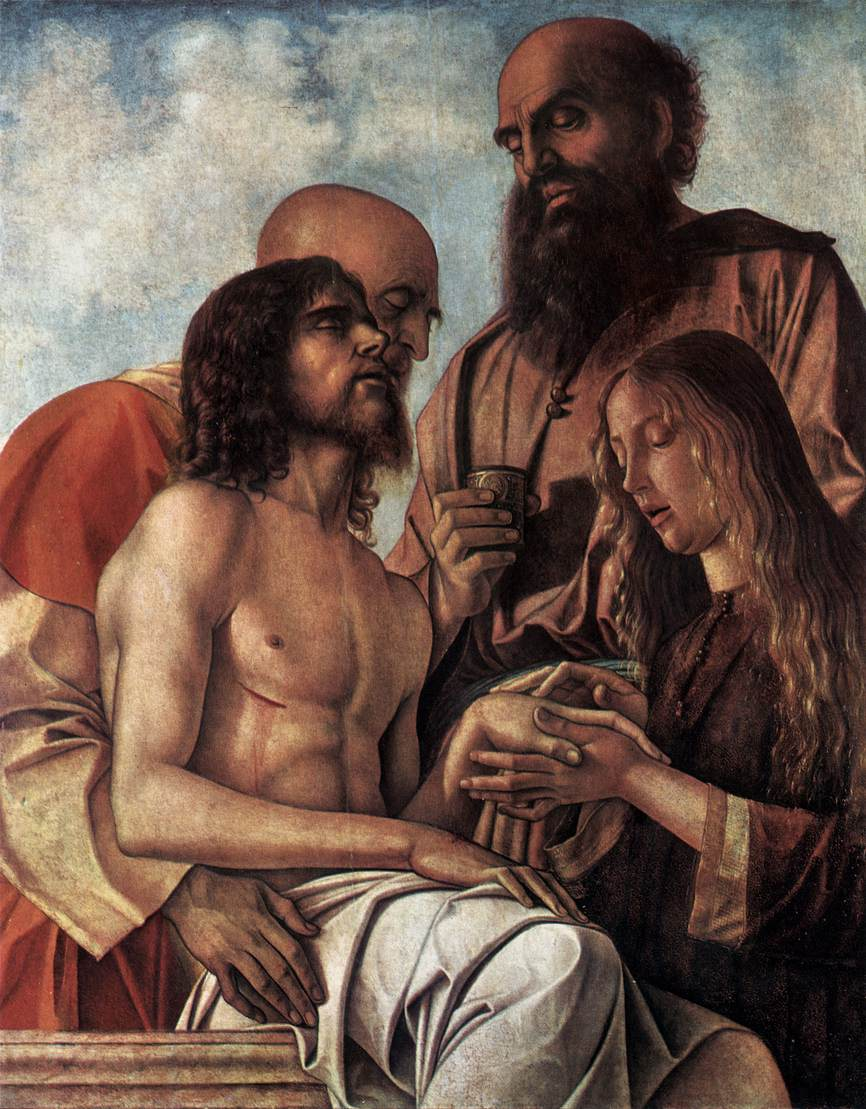
Pietà

L'Unzione delle piaghe della Pala di Pesaro contiene diverse novità rispetto a questo tema che l'artista sviluppò in numerose opere fin dalle prime esperienze. Innanzitutto Cristo non è più frontale, ma seduto in tralice sul sarcofago, mentre un inserviente lo tiene per la schiena e Nicodemo tiene l'ampolla degli ungenti alla Maddalena, che inginocchiata davanti a lui sta improfumandogli una mano.
Vi si legge un profondissimo senso del dramma del sacrificio divino, espresso dai volti corrucciati e dall'espressione composta, ma gonfia di pianto che sembra per esplodere della Maddalena. Il silenzio corale e pensoso dei tre e il complesso gioco di intreccio delle loro mani esprimono un senso di comunione che ha un che di sacramentale.

## Tecnica
La tecnica del dipinto, oltre che presentare un precoce uso del colore a olio, sorprende anche nell'uso, accanto ai blu tradizionali di lapislazzuli e azzurrite, del pigmento celeste di smalto, derivato dall'industria vetraria, ben vent'anni prima di Leonardo da Vinci, che adoperandolo negli appartamenti di Ludovico il Moro a Milano nel 1492 ne era precedentemente ritenuto l'introduttore in Italia.
L'opera, ripulita e restaurata recentemente, è in condizioni ottime.